# Квіткоріг крапчастий
Квіткоріг крапчастий (Anthoceros punctatus) — вид квіткорогальних рослин з родини квіткорогових (Anthocerotaceae). Клітини на поверхні талому гаметофіту мають один хлоропласт. Талом округлої форми, приблизно 2-3 сантиметри, зазвичай з ребрами і пластинками на дорсальній поверхні, він непрозорий темно-зелений і має внутрішні камери, заповнені слизом. Це однодомні рослини, тобто одна особина має обидва статеві органи. Чоловічі органи розташовані в невеликих порожнинах, часто між жіночими. Спори цього виду, як і решти представників роду, у зрілому стані чорні. Anthoceros punctatus — вид, надзвичайно схожий на Anthoceros agrestis, і його можна відрізнити лише шляхом вимірювання розміру чоловічих статевих органів. Зростає на порушених ґрунтах, перелогах, оброблених полях і антропізованих місцях. Він зустрічається в обох півкулях і походить з Піренейського півострова.